# Jacobaea erratica
Jacobaea erratica là một loài thực vật có hoa trong họ Cúc. Loài này được (Bertol.) Fourr. mô tả khoa học đầu tiên năm 1868.